# Granica rosyjsko-szwedzka
Granica rosyjsko-szwedzka – dawna granica międzypaństwowa między Rosją (Wielkim Księstwem Moskiewskim, Carstwem Rosyjskim i Imperium Rosyjskim), a Szwecją. 

## Historia

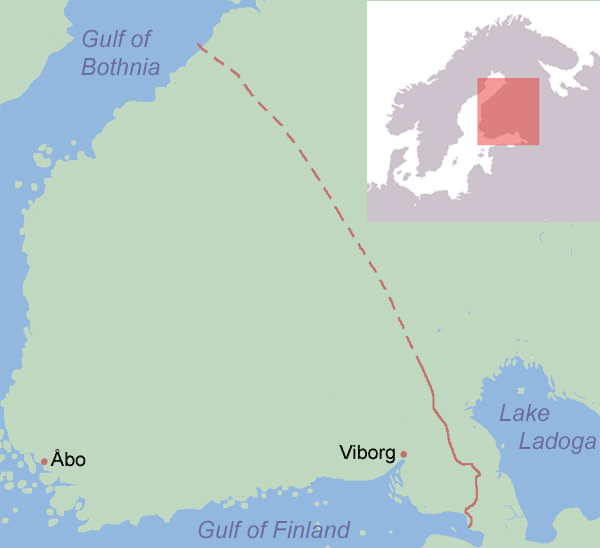
Granica nowogrodzko-szwedzka ustalona w pokoju w Nöteborgu; od 1478 roku granica moskiewsko-szwedzka

Granica Szwecji z Rosją (a właściwie Wielkim Księstwem Moskiewskim) powstała po aneksji Republiki Nowogrodzkiej przez Moskwę w 1478 roku. W związku z tym była identyczna jak granica nowogrodzko-szwedzka ustalona w pokoju w Nöteborgu – zaczynała się na wybrzeżu Zatoki Fińskiej, jej dalszy bieg wyznaczała rzeka Siestra. Potem granica przebiegała przez jeziora Saimaa by ostatecznie zakończyć się u wybrzeży Zatoki Botnickiej. Wzdłuż granicy moskiewsko-szwedzkiej (a później rosyjsko-szwedzkiej) toczyło się wiele wojen. Pierwszą, nieformalną wojną był konflikt z lat 1479–1482. Następnym konfliktem zbrojnym była wojna rosyjsko-szwedzka w latach 1495–1497. Nie zmieniła ona przebiegu granic. 
W XVI wieku Moskwa – na mocy traktatu pliuskiego – utraciła na rzecz Szwecji większość Ingrii, co zmieniło przebieg granicy. Dążyła do ich odzyskania, w wyniku czego w latach 1590–1595 miała miejsce kolejna wojna rosyjsko-szwedzka, która znów zmieniła przebieg granic. Rosja zyskała kilka miast (m.in. Korełę, Iwangorod, Koporie i Jam) i uznała szwedzkie prawo do Księstwa Estonii, szeregu twierdz (m.in. Narwy) i Ostrobotni, a Szwedzi zdobyli część Karelii. W latach 1610–1617 miała miejsce kolejna wojna Rosji ze Szwecją. Zakończyła się pokojem w Stołbowie, który znów zmienił przebieg granic.

Granica szwedzko-rosyjska w XIX wieku

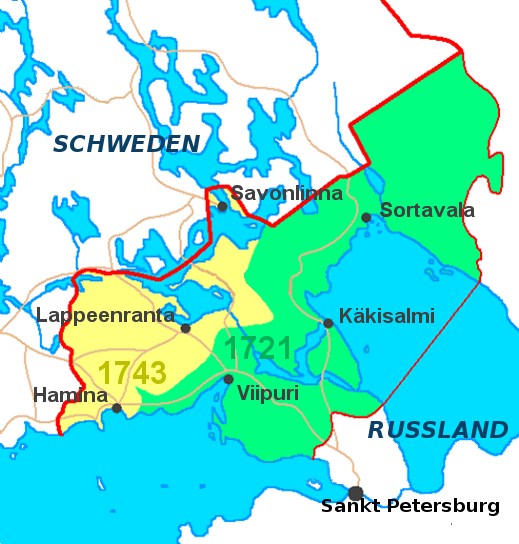
Zmiany granicy szwedzko-rosyjskiej w XVII wieku

III wojna północna zmieniła przebieg granicy rosyjsko-szwedzkiej na korzyść Rosji. To w jej wyniku w 1721 r. podpisano traktat w Nystad, na mocy którego do Rosji przyłączono Inflanty, Ingrię i Karelię. W 1743 r. podpisano traktat w Turku, który znów zmienił przebieg granic. Granica szwedzko-rosyjska przebiegała na terenie dzisiejszej południowo-wschodniej Finlandii. W wyniku wojny z lat 1808–1809 granica przybrała swój ostateczny kształt. Rosja zdobyła całą Finlandię (która wcześniej należała do Szwecji) i od tamtego momentu przebieg owej granicy był identyczny jak dzisiejszy przebieg granicy fińsko-szwedzkiej. Lądowa granica szwedzko-rosyjska przestała istnieć po zdobyciu niepodległości przez Finlandię w grudniu 1917 roku.